# 위험한 질주 (1953년 영화)
《위험한 질주》(The Wild One)는 미국에서 제작된 라슬로 베네덱 감독의 1953년 드라마 영화이다. 말론 브란도 등이 주연으로 출연하였고 스탠리 크레이머 등이 제작에 참여하였다.

## 출연

### 주연
- 말론 브란도

### 조연
- 메리 머피
- 로버트 케이스

## 기타
- 미술: 루돌프 스터나드